# Life's Greatest Game
Life's Greatest Game er en amerikansk stumfilm fra 1924 af Emory Johnson.

## Medvirkende
- Tom Santschi som Jack Donovan
- Jane Thomas som Mary Donovan
- Johnnie Walker som Jackie Donovan Jr.
- Gertrude Olmstead som Nora Malone
- David Kirby som Mike Moran
- Dicky Brandon